# Etelä-Majasaari
Etelä-Majasaari är en ö i Finland. Den ligger i sjön Kuorasjärvi och i kommunen Alavo i den ekonomiska regionen  Kuusiokunnat  och landskapet Södra Österbotten, i den sydvästra delen av landet, 290 km norr om huvudstaden Helsingfors. Öns area är 12,1 hektar och dess största längd är 1 kilometer i sydöst-nordvästlig riktning.